# Verrières-du-Grosbois
Verrières-du-Grosbois är en kommun i departementet Doubs i regionen Bourgogne-Franche-Comté i östra Frankrike. Kommunen ligger i kantonen Vercel-Villedieu-le-Camp som tillhör arrondissementet Pontarlier. År 2014 hade Verrières-du-Grosbois 38 invånare.

## Befolkningsutveckling
Antalet invånare i kommunen Verrières-du-Grosbois
Referens:INSEE